# 坚挺马先蒿
坚挺马先蒿（学名：Pedicularis rigida）是列当科马先蒿属的植物，是中国的特有植物。分布于中国大陆的云南等地，生长于海拔2,500米至3,000米的地区，见于生长高山草地和石坡荫处，目前尚未由人工引种栽培。
其种加词“rigida”来源于拉丁文“rigidus”，意为“坚硬的，僵硬的”。